# Chaumont FR
| FR ist das Kürzel für den Kanton Freiburg in der Schweiz. Es wird verwendet, um Verwechslungen mit anderen Einträgen des Namens Chaumont zu vermeiden. |

Chaumont, deutsch früher Zöumet, hiess ein ehemaliges Dorf am Fuss des Mont Vully in der damaligen Gemeinde Vully-le-Bas im schweizerischen Kanton Freiburg. Das Dorf wurde 1859 nach einem Erdrutsch aufgegeben. 
1375 wurde die Wüstung als villagium de Chovmont urkundlich erwähnt. Chaumont unterstand damals der Herrschaft Murten. Die ab dem 16. Jahrhundert eng verbundenen Dörfer Praz (Vully) und Chaumont unterhielten 1568 bis 1583 eine gemeinsame Schule und legten ihre Verwaltung zusammen. Vor 1831 war Chaumont eines der vier Dörfer der Commune générale des quatre villages de La Rivière, des späteren Bas-Vully. 1727 wurde das Dorf durch einen Brand zerstört.
| Jahr        | 1428           | Beginn des 19. Jh. |
| Bevölkerung | 5 Feuerstätten | 4 Haushalte        |